# 河內希爾頓 (電影)
《河內希爾頓》是一部1987年的戰爭電影，聚焦於被關押在河內臭名昭著的火爐監獄的美國戰俘的經歷，並從他們的視角展開故事。該片由萊昂內爾·切特溫德執導，麥可·莫里亞蒂、肯·賴特、保羅·勒馬特主演。吉米·韋伯創作了音樂。
這部電影描繪的是虛構人物，而非真實的美國戰俘。它在戲院上映首日票房不到100萬美元， 但華納家庭影音公司發行的錄影帶卻吸引了大批狂熱粉絲，尤其是在退伍軍人群體中。
人們期待該片於 2008 年發行 DVD，套裝中包括對前戰俘、2008 年總統候選人約翰·麥凱恩的全新採訪。然而 ，當他成為共和黨候選人時，華納兄弟暫停了該片的發行。 2008年美國總統選舉後的一周，華納兄弟繼續發行DVD。

## 外部連結
- 互联网电影数据库（IMDb）上《河內希爾頓》的资料（英文）
- 爛番茄上《河內希爾頓》的資料（英文）
- Box Office Mojo上《河內希爾頓》的資料（英文）